# Alte Rheinbrücke Rheinfelden
Die Alte Rheinbrücke von Rheinfelden ist ein Rhein- und gleichzeitig Grenzübergang zwischen der rechtsrheinischen Stadt Rheinfelden (Baden) in Deutschland und dem linksrheinischen Rheinfelden in der Schweiz. Die Bogenbrücke aus Stahlbeton war vor der Eröffnung der neuen Rheinfelder Brücke im Jahr 2006 der einzige Grenzübergang zwischen den beiden Rheinfelden, der für den motorisierten Individualverkehr zugelassen war. Sie wurde 1912 dem Verkehr übergeben. An der Brücke endet heute die Großschifffahrt auf dem Rhein.

## Situation

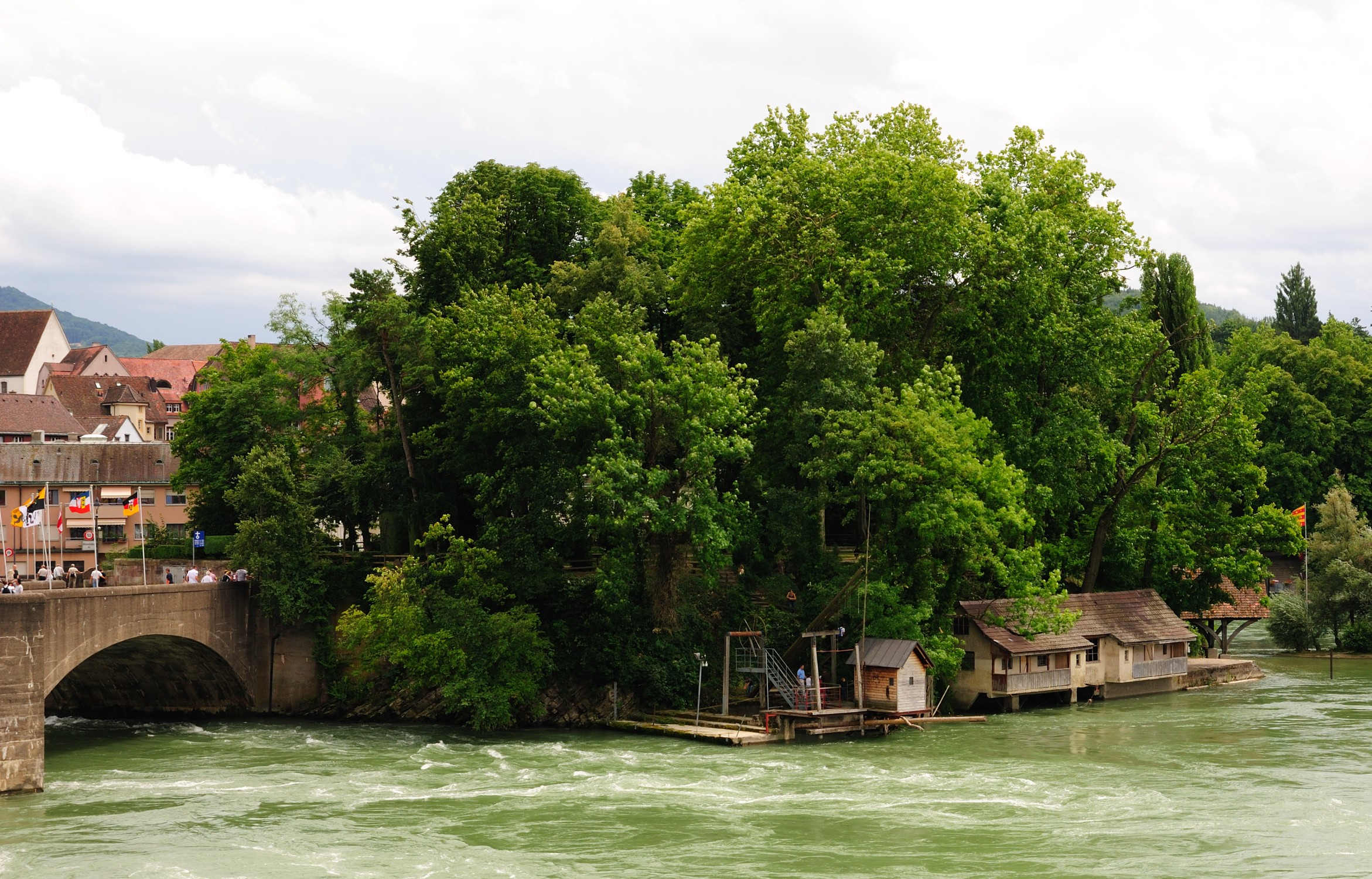
Das „Inseli“ von Norden aus gesehen.

Eine Besonderheit stellt ein mit Bäumen bewachsener Muschelkalkfelsen dar, im Volksmund „Inseli“ genannt, der die 147 Meter lange Brücke in zwei etwa um 120 Grad voneinander abgewinkelte Abschnitte mit zwei beziehungsweise drei Gewölbeöffnungen unterteilt. Die Öffnungen der 10,5 Meter breiten Brücke weisen lichte Weiten von 22 Meter bis 40 Meter auf. Auf der Insel errichteten im 10. Jahrhundert die Grafen von Rheinfelden wegen ihrer strategisch günstigen Lage die Burg Stein. Sie wurde 1446, als die Habsburger in den Alten Zürichkrieg verwickelt waren, von Aufständischen zerstört. Von der Brücke aus wird das Inseli seit den 1920er Jahren über eine Freitreppe als Parkanlage und beliebte Badestelle erschlossen. Die Brücke samt Inseli ist regelmäßig auch Schauplatz verschiedener Veranstaltungen. Unweit der Brücke, nördlich der ehemaligen Burgkapelle des Inseli, befindet sich eine der tiefsten Stellen des Rheins, das sagenumwobene St.-Anna-Loch.
Bei Hochwasser muss die Brücke regelmäßig geschlossen werden. Insbesondere bei den Unwettern von 1995 und 1999 bestand die Gefahr einer Wegschwemmung. Seither sind in der Brückenkonstruktion vorsorglich Sprengkammern für eine eventuelle Notsprengung angebracht.
Die Grenze zwischen der Schweiz und Deutschland verläuft mittig auf der Brücke; an der Brüstung zeigt ein hälftig geteilter Grenzstein aus dem Jahr 1810 die Wappen des Landes Baden und des Kantons Aargau. Das Inseli gehört zum schweizerischen Staatsgebiet. Die Brücke selbst ist vollständig Eigentum des Kantons Aargau und ging 2012 symbolisch in den Besitz der Stadt Rheinfelden über.

## Kunst im öffentlichen Raum

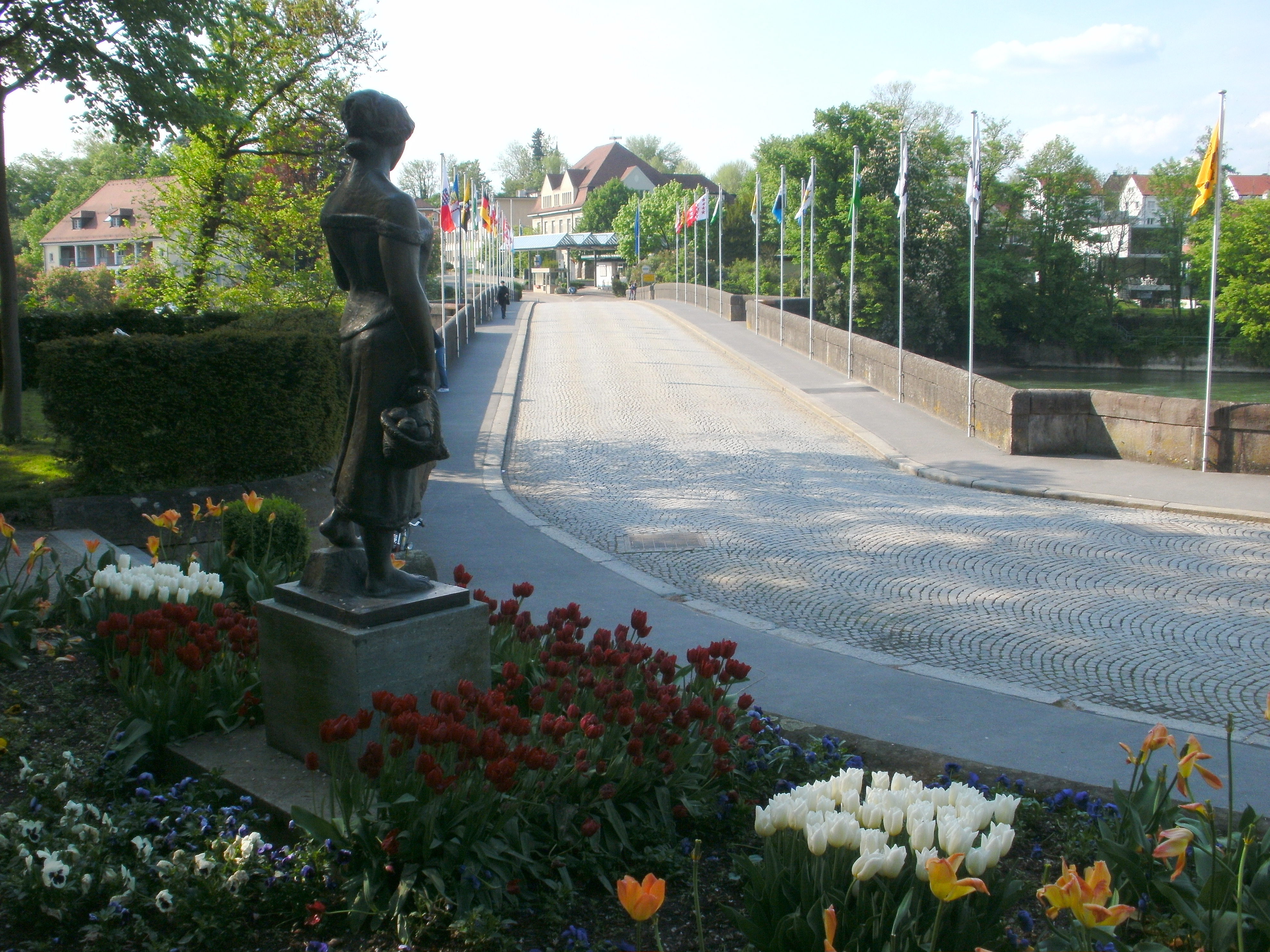
Bronzeskulptur „Judith“ von Eduard Spörri nach einer Figur aus dem Roman „Der grüne Heinrich“ von Gottfried Keller am Treppenaufgang zum „Inseli“

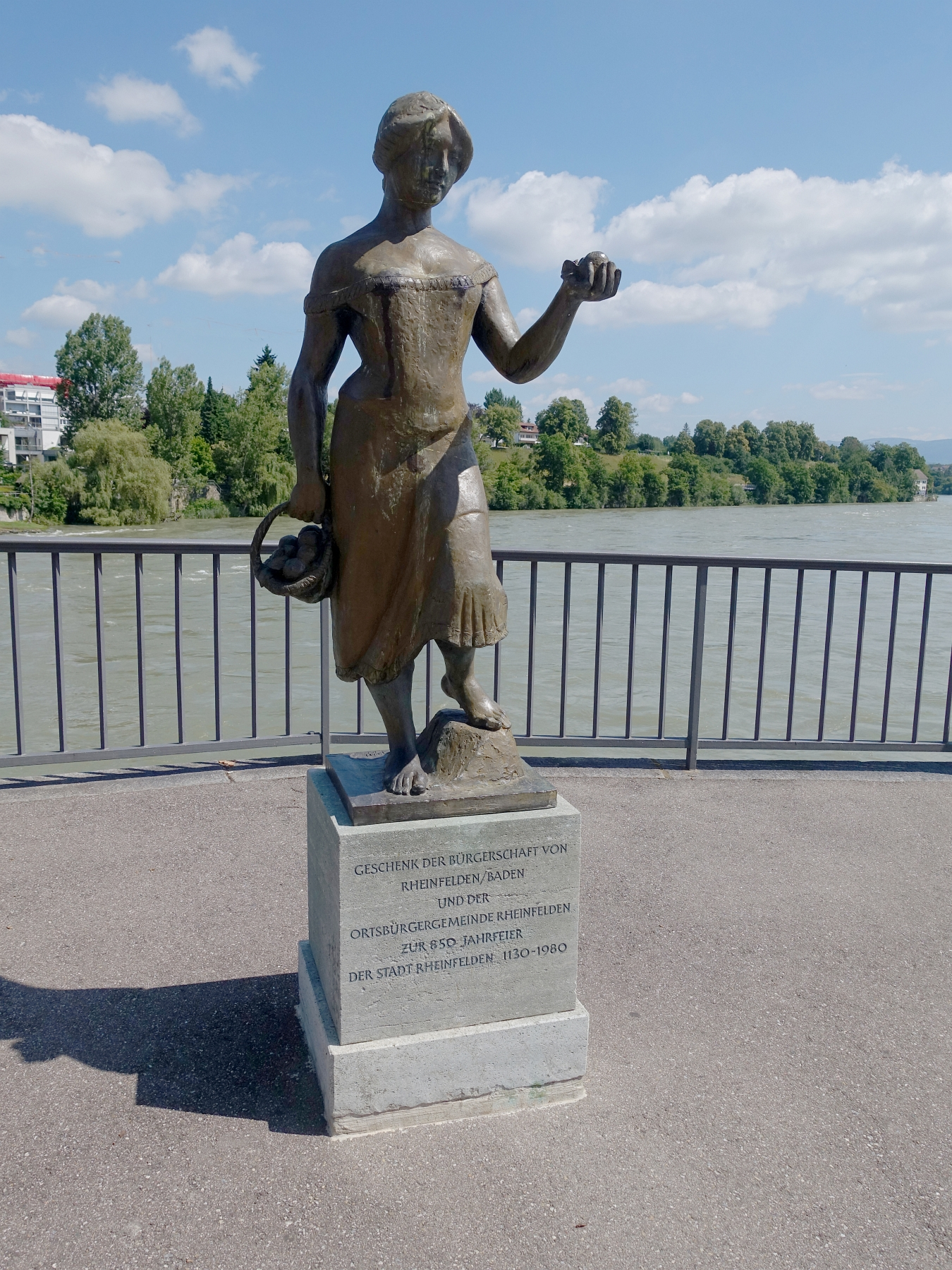
Standort der Skulptur 2021

Die Bronzeskulptur „Judith mit dem Apfelkorb“ von Eduard Spörri nach einer Figur aus dem Roman „Der grüne Heinrich“ von Gottfried Keller, 1980 beim  „Inseli“ aufgestellt, ist  ein Geschenk der Partnerstadt zur 850-Jahr-Feier.

## Vorgängerbrücken
Während der Herrschaft der Römer bestand im Bereich der heutigen Brücke eine Fähre, mit einem rund 500 Meter langen Treidelweg am Nordufer zur Überwindung der Stromschnellen. Als die Zähringer den Marktflecken Rheinfelden zu einer Stadt ausbauten, existierte ebenfalls eine Fährverbindung über den Rhein, der den Anschluss an die Straße zu den zähringischen Besitzungen im Breisgau sicherstellte. Die erste Brücke dürfte in der zweiten Hälfte des 12. Jahrhunderts entstanden sein, denn 1198 wird in einer Urkunde ein Rheinfelder Bürger als Heinricus de Ponte („Heinrich von der Brücke“) bezeichnet. Sie war somit die älteste Rheinbrücke zwischen Konstanz und Straßburg, also noch vor der Mittleren Brücke in Basel, die um 1225 entstand. Im Gegensatz zu anderen Standorten war der Brückenbau in Rheinfelden bedeutend einfacher, da die Flussinsel als natürlicher (Zwischen-)Brückenkopf genutzt werden konnte.
Mehrmals wurde die Brücke durch Naturgewalten zerstört, so dass sie neu errichtet werden musste, beispielsweise 1340 nach einer Überschwemmung oder 1408 nach Eisgang. Im Sommer 1445, während des Alten Zürichkriegs, belagerten Basler, Berner und Solothurner die Burg. Die Kanonen der Belagerer zerstörten die Brücke, worauf sie erneut instandgestellt werden musste. Ein weiterer Neubau wurde während des Dreißigjährigen Krieges notwendig, nachdem schwedische Truppen im September 1634 die Stadt belagert und eingenommen hatten. Auch diese Brücke hatte nicht lange Bestand: Während des Holländischen Krieges wurde sie im Juli 1678 von französischen Truppen in Brand geschossen.

Brand der Holzbrücke am 12. Juni 1897. Links das Inseli, rechts der Böckersturm und das Haus Salmegg.

Rheinfelden um 1900, Blick rheinaufwärts. Links das deutsche Rheinufer mit dem Haus Salmegg, in der Mitte noch die nach dem Brand der alten Holzbrücke errichtete Notbrücke samt Fundament des steinernen Kopfbaues und das „Inseli“, dahinter die Altstadt von Rheinfelden (Schweiz)

Blick ins Innere der ehemaligen Holzbrücke, von der badischen Seite in Richtung Inseli. Hinten links der abgewinkelte kleinere Brückenabschnitt bis zum Schweizer Ufer.

Der rechtsrheinische Teil der letzten Brücke von 1807, eine gedeckte Holzkonstruktion von Blasius Balteschwiler, brannte am 12. Juni 1897 nieder, worauf die Bauunternehmung Albert Buss & Cie. aus Basel eine eiserne Notbrücke errichtete. 1909 folgte ein ausgeschriebener Wettbewerb, bei dem 45 Entwürfe eingereicht wurden. Den 1. Preis erhielten der österreichische Ingenieur Joseph Melan und die Ingenieure de Valliere & Simon aus Lausanne mit den Architekten Monod & Laverrtere aus Lausanne. Der 2. Preis ging an den Zürcher Ingenieur Robert Maillart und die Architekten Joss & Klauser aus Bern. Den Zuschlag erhielten die Zweitplatzierten. 1911 begann der Bau der heutigen Brücke aus Beton (unter teilweiser Verwendung von Naturstein). Sie konnte am 15. Dezember 1912 eröffnet werden. Der vom Brand verschonte linksrheinische Kopfteil der Holzdeckung der Vorgängerbrücke ist heute auf dem Inseli aufgestellt. Im Zuge des Neubaus sprengte man auch den bis dahin auf dem letzten Pfeiler vor dem badischen Ufer stehenden, markanten steinernen Kopfbau der Brücke.

## Verwendung
Der Südschwarzwald-Radweg als Rundweg von Hinterzarten über Waldshut-Tiengen, Basel und Freiburg führt über die Alte Rheinbrücke und verbindet beide Rheinfelden.
Mit der Eröffnung der Rheinfelder Brücke (Bundesautobahn 861) wurde im Gegenzug der Straßenverkehr auf der alten Rheinbrücke stufenweise eingeschränkt. Ab dem 7. März 2006 galt ein generelles Fahrverbot für Lastwagen; für den motorisierten Individualverkehr galt in der Nacht und an Sonntagen ein Fahrverbot. Ein Jahr später wurden die Öffnungszeiten für den motorisierten Individualverkehr weiter eingeschränkt. Im März 2008 wurden der bestehende Grenzübergang und die Brücke für den motorisierten Verkehr komplett geschlossen; nur der öffentliche Bus, Taxis, Mofas und landwirtschaftliche Fahrzeuge fallen nicht unter dieses Verbot. Insbesondere in Badisch-Rheinfelden regte sich Widerstand gegen diese Planung. Vor allem das Gewerbe befürchtete empfindliche Einbußen durch fehlende Kunden aus der Schweiz. Im Schweizer Rheinfelden hielt sich der Protest in Grenzen.
Jeweils am Silvester wurde bei der Brücke traditionellerweise ein Feuerwerk von den beiden Rheinfelden organisiert, bis dieses 2020 und 2021 wegen der COVID-19-Pandemie und 2022 wegen des Kriegs in der Ukraine und aus Umweltgründen nicht mehr durchgeführt wurde.